# برج گوانگشی چاینا ریسورسز
برج گوانگشی چاینا ریسورسز (انگلیسی: Guangxi China Resources Tower) ساختمان اداری ۸۷ طبقه مستقر در شهر ناننینگ، چین و متعلق به شرکت چاینا ریسورسز است، که در سال ۲۰۲۰ احداث گردید.